# Mary Miles Minter
Mary Miles Minter (ur. 25 kwietnia 1902 w Shreveport, zm. 25 sierpnia 1984 w Santa Monica) – amerykańska aktorka, gwiazda filmu niemego.

## Życiorys
Była młodszą córką Homera Reilly’ego i Lily Pear Miles, która była aktorką broadwayowską znaną jako Charlotte Shelby. Minter została aktorką pod wpływem zaborczej matki. Zadebiutowała rolą w filmie The Nurse (1912), a następnie zagrała w The Fairy And The Waif (1913). W latach 1919–1920 zagrała w wielu hitach filmowych, m.in. Anne Of Green Gables, Yvonne From Paris, Rosemary Climbs The Heights, Jenny Be Good i Nurse Marjorie, które zapewniły jej status gwiazdy.
W 1922 związała się z aktorem Williamem Taylorem. Kiedy aktor zginął 1 lutego 1922 zamordowany w swoim domu, Minter stała się jedną z podejrzanych o zabójstwo, zwłaszcza że wiele dowodów świadczyło o jej winie – przy ciele zmarłego znaleziono trzy kosmyki jej włosów oraz chusteczkę z inicjałami „M.M.M.”. W atmosferze nagonki jej kolejne filmy nie przyniosły sukcesów. W 1923 pojawiła się po raz ostatni na ekranie w filmie Drums Of Fate. W 1957 poślubiła Brandona O Hildebrandta (zm. 1965).
Zmarła w 1984 w swoim domu. Jej ciało zostało skremowane, a prochy wyrzucono do morza.
Ma swoją gwiazdę na Ścianie Sławy przy 1724 Vine Street.

## Filmografia (wybrana)
- 1916: Lovely Mary
- 1916: Przygoda Dulcie (Dulcie's Adventure)
- 1917: Zamek Charity (Charity Castle)
- 1918: Rosemary Climbs the Heights
- 1918: Oczy Julii Deep (The Eyes of Julia Deep)
- 1918: Piękna i łajdak (Beauty and the Rogue)
- 1919: Ania z Zielonego Wzgórza (Anne of Green Gables)
- 1919: Yvonne z Paryża (Yvonne from Paris)
- 1920: Nurse Marjorie
- 1920: Słodka Lavender (Sweet Lavender)
- 1920: Jenny Be Good
- 1921: Mały klown (The little Clown)
- 1923: The Trail of the Lonesome Pine
- 1924: Święty diabeł (A Sainted Devil)